# Aechmea drakeana
Aechmea drakeana är en gräsväxtart som beskrevs av Éduard-François André. Aechmea drakeana ingår i släktet Aechmea och familjen Bromeliaceae. Inga underarter finns listade i Catalogue of Life.

## Bildgalleri

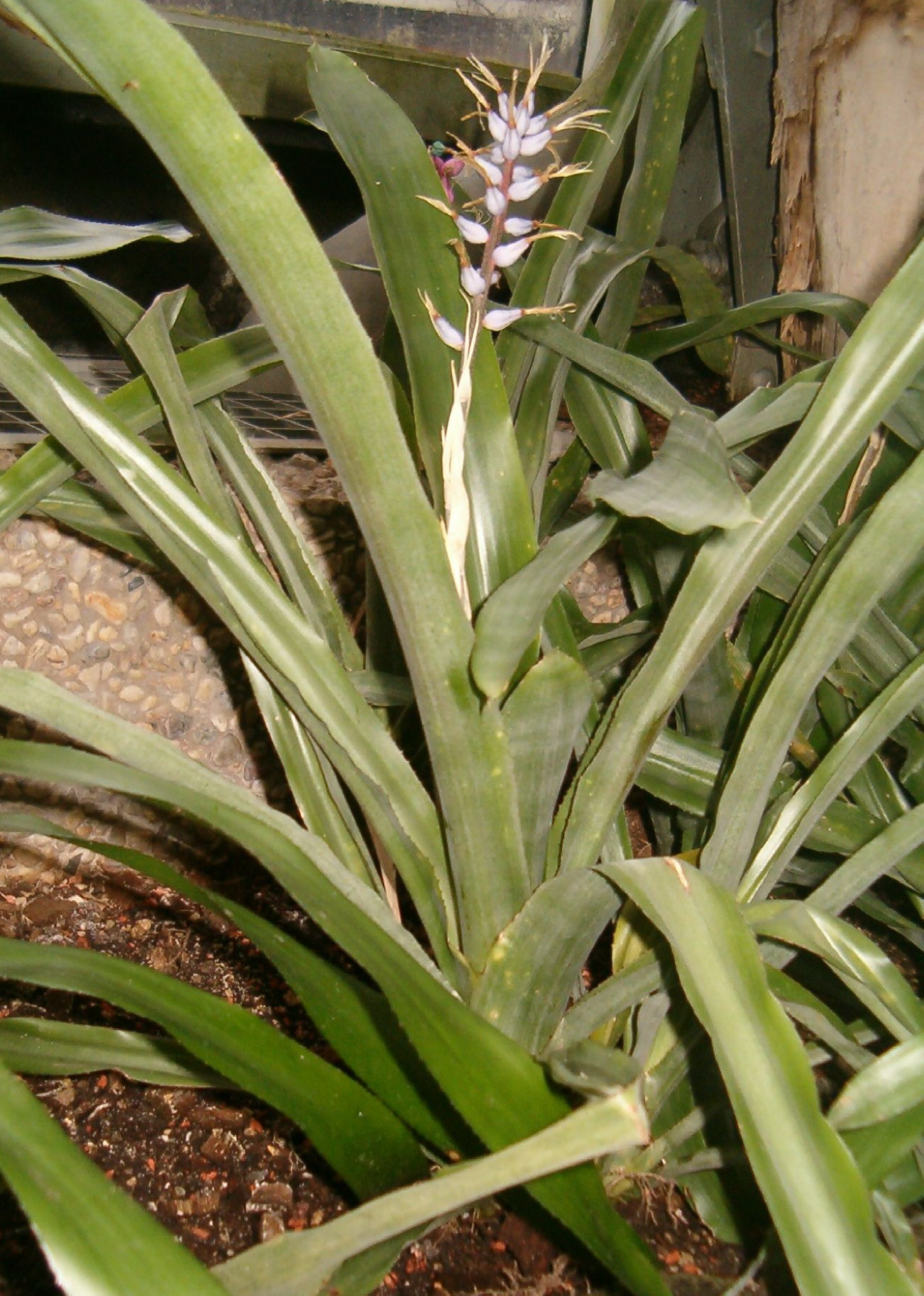